# Plumbungan (Sukodono)
Plumbungan is een bestuurslaag in het regentschap Sidoarjo van de provincie Oost-Java, Indonesië. Plumbungan telt 2986 inwoners (volkstelling 2010).